# MIDI Polyphonic Expression
MIDI Polyphonic Expression ist ein Standard zur Steuerung von Synthesizern über Controller, die gleichzeitig mehrere Änderungen per Note ermöglichen, sodass der Musiker nicht über Veränderung des Drucks, sondern auch über horizontale und vertikale Fingerbewegungen den Ton modulieren kann, und zwar für jede einzelne gespielte Note.

## Geschichte
MPE wurde unter anderem vom Entwickler und Synthesizer-Pionier Roger Linn entwickelt, um Musikern größere Ausdrucksmöglichkeiten zu geben, als sie herkömmliche Tastaturen und der MIDI-Standard ermöglichen. 2015 reichte Linn gemeinsam mit konkurrierenden Entwicklern mehrdimensionaler Keyboards wie dem Haken-Continuum-Synthesizer und dem Roli Seaboard einen Vorschlag beim Branchenverband MIDI Manufacturer’s Association ein. Auch Apple und Moog schlossen sich an. Der Vorschlag wurde 2018 als Standard angenommen.
Die Erweiterung des MIDI-Standards wurde im Dezember 2018 in der Version 1.0 von der MIDI Association normiert.

## Technische Umsetzung
MPE ist definiert als eine Erweiterung des MIDI-Standards. Während dort die meisten Modulationen für alle gleichzeitig gespielten Noten wirken, etwa das Modulationsrad, der Pitch Bend oder der Channel-Aftertouch, bietet MPE jeder Note die Möglichkeit, mehrere Modulationen unabhängig voneinander parallel zur Steuerung zu nutzen.
Ist bei herkömmlichem MIDI ein Kanal in der Regel einem Sound-Programm auf einem Gerät zugeordnet, das alle Modulationen gleich interpretiert, bekommt bei MPE jede Note einen eigenen MIDI-Kanal zugeordnet. Ein weiterer Kanal kann optional als Master-Kanal genutzt werden, über den Steuerbefehle für alle Noten und die Zonenaufteilung gesendet werden können.
Jeder der einzelnen Kanäle empfängt und interpretiert die folgenden Befehle individuell:
- Note On und Note Off
- Channel-Aftertouch
- Pitch Bend
- CC74 zur Übertragung von Fingerbewegungen auf der Y-Achse

Alle anderen Controller wirken wie bisher auf das gesamte Sound-Programm und sollen über den Master-MIDI-Kanal übertragen werden.